# 顏汶羽
顏汶羽（英語：Frankie Ngan Man-yu，1986年8月31日－），現任香港立法會議員（九龍東）和香港觀塘區議會佐敦谷選區議員，曾任第六、七屆青年民建聯主席，民建聯人力事務政策發言人及公務員及資助機構員工事務政策副發言人，九龍社團聯會青年事務委員會主席，牛頭角街坊福利會理事長。

## 個人簡歷
顏汶羽畢業於聖若翰天主教小學及新生命教育協會呂郭碧鳳中學，繼而升讀嶺南大學社會科學學系。大學二年級時透過實習計劃擔任立法會議員陳鑑林的議員助理。其後於香港城市大學完成公共政策及管理文學碩士課程，現於嶺南大學就讀經濟學博士課程。

## 從政生涯
- 2007年，顏汶羽到立法會議員陳鑑林的辦事處實習，並加入民建聯，實習期後為民建聯陳百里助選區議會選舉。[來源請求]
- 2008年，加入民建聯不足幾個月，成為民建聯人力事務的副發言人至今。[3]
- 2008年，畢業於嶺南大學社會科學學系，其畢業論文主題是最低工資，並得到最佳論文獎項。[4]
- 2011年，代表民建聯參選觀塘區佐敦谷區的區議會選舉，成為了當屆民建聯最年輕的區議員。[來源請求]
- 2012年，首次加入李慧琼團隊參選立法會，競逐超級區議會議席。[5]
- 2015年，顏汶羽獲委任為第六屆青年民建聯主席。[6]　同年，於區議會選舉中，成功連任觀塘區佐敦谷區議員，以2,638票擊敗只有1,400票的黃偉達。[7]
- 2016年，第二次參選立法會，與黨主席李慧琼參選「超級區議會」的區議會（第二）功能界別，名單排名第四，代表九龍東。[8]
- 2017年，顏汶羽連任青年民建聯主席，在4月25日被民建聯中委會續委任為第七屆青民主席。[9]
- 2018年，顏汶羽於七月中獲得行政長官社區服務獎。[10]
- 2019年5月28日，施永泰接替顏汶羽出任第八屆青年民建聯主席； 顏汶羽改任青年民建聯總監，以及民建聯五位副秘書長之一。[11]
- 2019年香港區議會選舉，包括民建聯在內的建制派而大敗，但顏汶羽仍然成功連任，至2020年，開始有媒體報道其將參與來屆立法會選舉區議會（第二）功能界別。[12]
- 2021年香港立法會選舉，顏汶羽參選地方選區九龍東，並以64,275票當選[13]。

### 2017年觀塘體育促進會自我審批區議會撥款爭議
於2016至2017年度，觀塘區議會預留撥款予觀塘體育促進會逾63萬元，有關撥款先於2016年3月初的文化、康樂及體育事務委員會獲原則性通過，同月月尾再獲財委會通過。不過，觀塘體育促進會其後被揭發，有10名董事為觀塘區議員，而文化、康樂及體育事務委員會會議舉行當日，10人當中有7人出席，包括了顏汶羽，張琪騰、蘇麗珍、呂東孩、陳耀雄、陳華裕及葉興國，有自我審批區議會撥款之嫌。顏汶羽回應事件時承認係兩次會議均沒有避席，但表示自己未有討論、投票或表達意見。

### 2020年不提證據指控參與遊行的年青人士和毒品案件有關
警方於4月28日在油麻地破獲一宗1.5億元毒品案，顏汶羽於四天後隨即上載標題為「暴亂前又檢獲毒品，想年輕人參加黑暴興奮些？」的短片，質疑毒品是提供予參與遊行的年青人。惟案件之後被揭發與兩名警員有關，及後顏只回應「好簡單，咩人犯法都要拉！」（很簡單，甚麼人觸犯法律都要被拘捕！）。

### 爆發新冠肺炎疫情期間指控民主黨區議員歪曲事實
於爆發新冠肺炎疫情期間，民主黨觀塘區議員洪駿軒及梁翊婷都在翠屏邨掛上橫額，前者橫額寫上『切勿誤信保皇黨蒸口罩』，後者橫額則寫上要求政府封關的呼籲。顏汶羽指控他們發佈錯誤訊息，造謠抹黑國家。但後來衞生防護中心總監黃加慶於立法會上表示確實沒有蒸口罩能殺菌的科學根據，外科口罩只能使用一次，不能重複使用。

### 狙擊2020年香港立法會選舉民主派初選
就2020年香港立法會選舉部署，民主派於7月11－12日進行初選，有超過60萬名人在全港251個票站投票，其中不少票站位於民主派的議員辦事處。於7月13日，顏汶羽及劉佩玉等多名民建聯成員，到房委會請願，聲稱有關行為違反租約。

## 政治立場
顏汶羽為親北京派民建聯成員，曾批評香港部分年輕人未能接受國家強大，欠缺「愛國情懷」，認為愛國是必須而沒有選擇，又曾經於思考香港撰文讚揚解放軍是香港最強後盾，是國家強大的表現。對於本土派的主張，他曾經批評「但涉及一些違法主張與行為，便必須堅決反對，這個立場是相當清晰的。」
於2020年香港文憑試歷史科爭議期間，顏亦大力批評考評局，指有關日本侵華歷史，容許學生同意或不同意的開放式問題歪曲歷史。

## 外部連結
- 顏汶羽 Frankie Ngan
- 顏汶羽 Frankie Ngan

| 議會席位      | 議會席位                                   | 議會席位      |
| ------------- | ------------------------------------------ | ------------- |
| 前任： 黃偉達 | 觀塘區議會 佐敦谷選區區議員 2012年1月1日－ | 現任          |
| 政党职务      |                                            |               |
| 前任： 周浩鼎 | 青年民建聯主席 2015年－2019年5月28日       | 繼任： 施永泰 |